# آچار

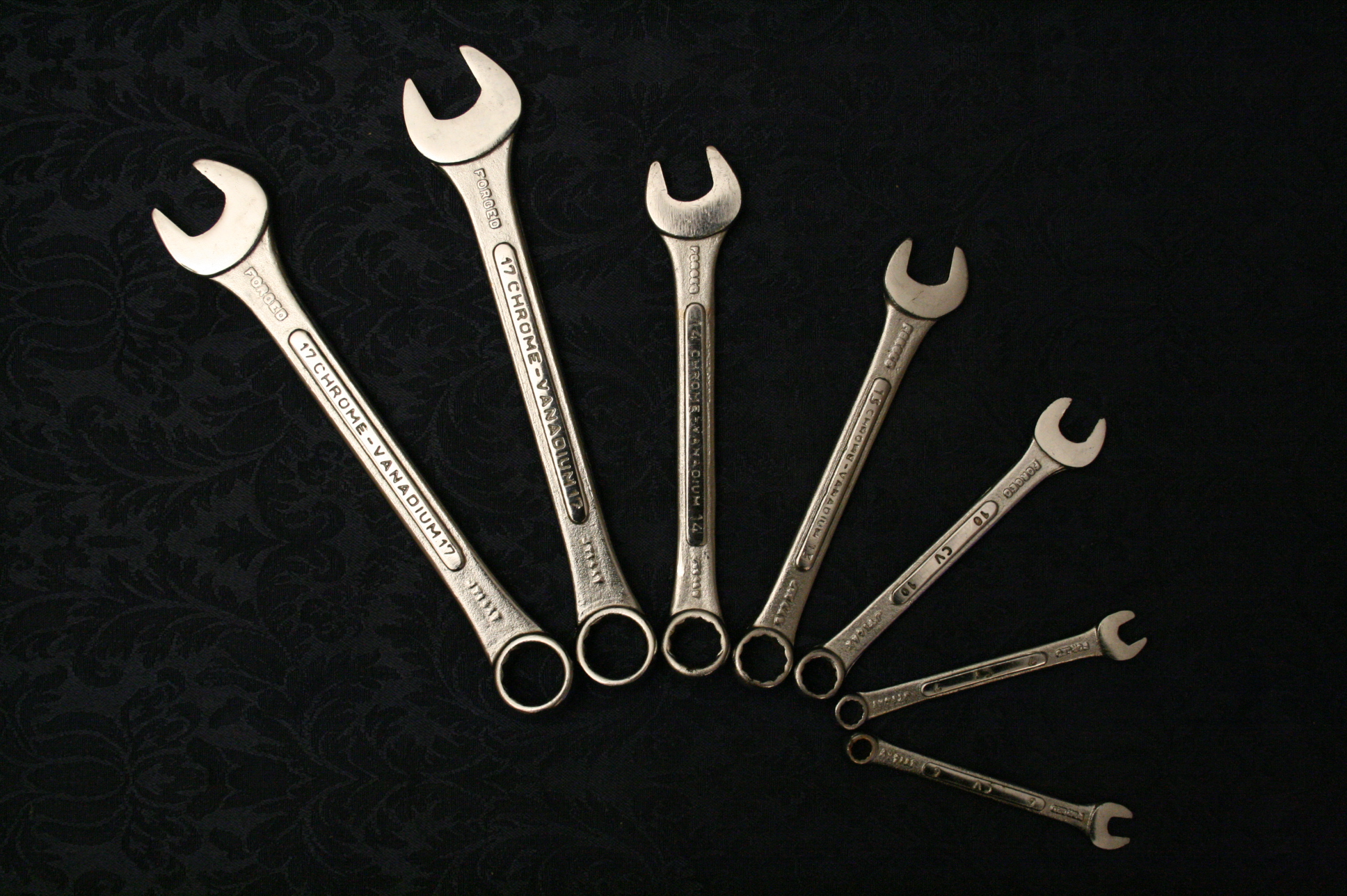
یک دست آچار کروم-وانادیوم استاندارد. یک سر این آچارها تخت و سر دیگرشان رینگی است. (آچار یک‌سرتخت یک‌سررینگی)

آچار یا دست‌افزار وسیله‌ای برای باز و بسته کردن  پیچ‌مهره است. دستهٔ دراز این ابزار اهرمی برای زیاد شدن گشتاور است.

## انواع آچار

آچار فرانسه

آچار در شکل‌های مختلفی عرضه می‌شود که مهم‌ترین آنها عبارت‌اند از: آچار دوطرفه، آچار رینگ، آچار فرانسه، آچار شلاقی، آچار آلن، آچار بکس، آچار بادی، آچار چاکنیت‌دار، آچارستاره‌ای، آچارکلاغی و….

### آچار تخت
آچار تخت نوعی آچار ماده بوده که در آن اندازه دهانه، ثابت است. این آچار تنها برای اندازه خاصی از مهره، یا سرپیچهای نَر و با اضلاع موازی قابل استفاده است. به همین دلیل معمولاً به‌صورت سِری عرضه می‌شود. هر سِری مجموعه ای از تعدادی آچار با اندازه‌هایی است که به ترتیب اندازه دهانه، شماره گذاری شده‌اند.
آچارهای تخت دارای انواع مختلفی هستند. معمولاً آچارها، ۲ سَرِه هستند؛ یعنی هر دستگیره، مجهز به ۲ مادگی است. این مادگی‌ها می‌توانند ۲ شماره مختلف مرتب باشند؛ یا ۲ نوع متفاوت باشند؛ مثلاً یک آچار می‌تواند یک سر تخت و یک سر رینگ، برای یک اندازه واحد داشته باشد.
معمولاً بمنظور اینکه موقع کار روی یک مهره ۶ گوش در یک فضای تنگ، در حین گردش و تغییر زاویه مهره، امکان گیر انداختن مهره، بیشتر شود؛ سر آچار را نسبت به محور طولی دستگیره با ۳۰ درجه انحراف قرار می‌دهند.

## نامگذاری
آچار وام‌واژه‌ای است که در زبان ترکی ریشه دارد. در لغت‌نامهٔ دهخدا آن را این‌گونه معرفی کرده‌است: «دست‌افزار فلزین که بدان چوب‌پنبهٔ شیشه و پیچ و مهره‌های آهنین را باز کنند»